# Royal Agricultural College of Cirencester

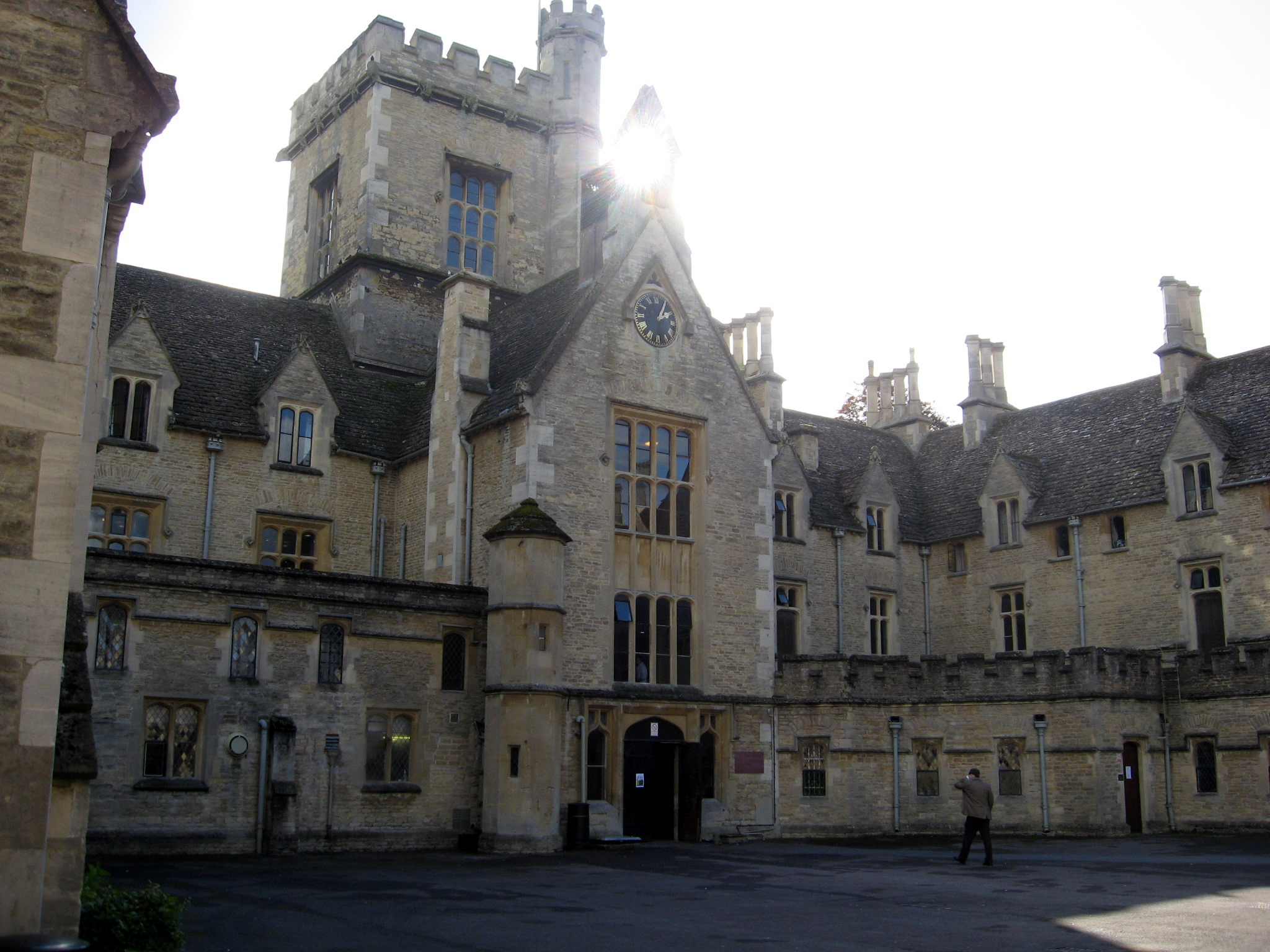
Escuela Real de Agricultura

La Escuela Real de Agricultura, en inglés Royal Agricultural College (RAC), es una institución de educación superior ubicada en Cirencester, Gloucestershire, Reino Unido. Fundada en 1845, fue la primera universidad agrícola en el mundo de habla inglesa. El College ofrece más de treinta grados con base en tierra y los programas de posgrado a estudiantes de más de 45 países a través de la Escuela de Agricultura, la Escuela de Negocios y la Escuela de Bienes Raíces y Administración de Tierras. El RAC también ofrece enseñanza con socios universitarios en China, los EE. UU. y los Países Bajos.[cita requerida]

## Historia
Las semillas del Real Colegio Agrícola se sembraron en 1842 [3], en una reunión del Club de Fairford y Cirencester del agricultor. Preocupada por la falta de apoyo gubernamental para la educación, Robert Jeffreys-Brown se refirió a la reunión sobre la "Ventajas de una versión concreta de Educación para actividades agrícolas" [4]. El folleto se distribuyó, un comité general nombrado conde de Bathurst y fue elegido presidente. Se recaudaron fondos por suscripción pública: la mayor parte del apoyo provino de los ricos terratenientes y los agricultores del día, no hubo apoyo del Gobierno. Los primeros 25 estudiantes fueron admitidos en septiembre de 1845.
Construcción de la Escuela, en el estilo gótico victoriano, comenzó en abril de 1845. La reina Victoria concedió la Cédula Real a la Escuela en el mismo año y los reyes han sido patrocinadores desde entonces, visitar el Colegio en cada reinado. El príncipe de Gales fue nombrado presidente en 1984.

## Granjas
El colegio cuenta con dos fincas:
- Coates es predominantemente herbáceos cultivada con algunos pastos apoyo a la actividad equina, un conjunto de edificios de la granja dispone de polo y librea de cazador de estacionamiento y las instalaciones de ejercicio.
- Harnhill se administran en forma orgánica y lleva un 150 piara de cerdos al aire libre, administrado como una empresa conjunta con un socio de negocios, junto a una manada de aves reproductoras de 2400 por oveja. Cultivos herbáceos se alternan con cultivos de forraje cultivado para apoyar a las empresas ganaderas. Los beneficios de explotación de estar en la Ley Orgánica de Nivel de Entrada régimen.[cita requerida]

El Colegio también utiliza numerosas explotaciones (por ejemplo, una empresa de lácteos en el cercano Kemble Farms), haciendas y empresas, tanto a nivel local y fuera de ella, para visitas y ejercicios prácticos. Los estudiantes tienen acceso completo a los datos físicos y financieros generados por las distintas empresas y que se utiliza en el trabajo del proyecto para una amplia gama de temas, desde la ganadería y la práctica 'de Sanidad Vegetal, a la gestión de la conservación de bosques y granjas, edificios de la explotación, la empresa equina la diversificación y la gestión de negocios rurales.

## Investigación
Algunos miembros del personal han sido evaluadas en la evaluación de investigaciones que se reconoció la importancia de su investigación a nivel nacional y, en menor medida, los niveles internacionales.

## Biblioteca
La biblioteca tiene alrededor de 40.000 volúmenes de impresión, cerca de 1000 suscripciones a revistas en curso, más de 40.000 libros electrónicos y un número creciente de bases de datos de texto completo.[cita requerida] La colección principal se complementa con una colección de apoyo y una colección de textos históricos , principalmente en la gestión de la agricultura y los bienes de la tierra /, que se remonta al siglo XVI. La biblioteca también posee el archivo de la universidad, una colección de documentos relativos a la universidad desde su fundación.